# Championnat de France masculin de handball 1991-1992
Navigation
Division 1 1990-1991 Division 1 1992-1993
Le championnat de France de handball masculin de Division 1 1991-1992 est la quarantième édition de cette compétition. Le championnat de Division 1 de handball est le plus haut niveau du championnat de France de ce sport.
Le titre de champion de France est remporté par l'HB Vénissieux pour la première fois de son histoire. Un moment menacé de disparition faute de pouvoir boucler son budget, Vénissieux a également remporté la finale de la Coupe de France.
Il devance l'OM Vitrolles, qui a dévoilé ses ambitions pour les saisons à venir, l'US Créteil, qui disputera la Coupe de l'IHF, et le champion des deux années précédentes, l'USAM Nîmes 93.
En bas du classement, Mulhouse SA et le SC Sélestat sont relégués en Nationale 1B qui a couronné le Montpellier Handball, club qui dominera bientôt le Handball en France.

## Modalités
Douze clubs participent à la compétition. Le club classé à la première place au terme de la compétition est déclaré Champion de France 1992 et les deux derniers sont relégués.
Les clubs se rencontrent en matches aller et retour. Le classement s'effectue par addition de points attribués de la manière suivante : 
- match gagné 2 points
- match nul 1 point
- match perdu 0 point

À l'issue du match retour entre deux clubs, un point supplémentaire est attribué au club vainqueur sur l'ensemble des deux matches, aller 
et retour, c'est-à-dire :
- à l'équipe qui a remporté les deux matches,
- à l'équipe qui a remporté un match et fait match nul dans l'autre,
- dans le cas où chaque équipe a remporté un match, le point de bonus est accordé selon les critères suivants 
  1. la plus grande différence entre les buts marqués et les buts encaissés au cours des deux matches,
  2. en cas d'égalité, à l'équipe qui a marqué le plus de buts chez l'adversaire,
  3. en cas de nouvelle égalité, et pour l'attribution du point de bonus, il y a lieu de faire jouer une prolongation de 2 × 5 min sans pause,
  4. en cas d'égalité à l'issue de la prolongation, il y lieu de faire procéder à des séries de tirs au but.

En cas d'égalité entre deux ou plusieurs clubs à l'issue de la compétition, ceux-ci sont départagés selon les modalités suivantes :
1. par la différence entre les buts marqués et les buts encaissés sur l'ensemble de la compétition.
2. par le plus grand nombre de buts marqués sur l'ensemble de la compétition.
3. par la différence entre les buts marqués et les buts encaissés dans les rencontres entre les clubs concernés,
4. par le plus grand nombre de buts marqués dans les rencontres entre les clubs concernés,
5. par le classement des équipes Espoirs,
6. par le plus grand nombre de licencié(e)s (au 1er février de la saison sportive en cours).

## Principaux transferts à l'intersaison
Du côté français, Thierry Perreux passe de Gagny à Vénissieux, Nicolas Cochery de Gagny à Paris-Asnières, Christophe Perli de Villeurbanne à Vénissieux, Jean-Luc Thiébaut de Metz à Ivry, Jackson Richardson de Paris-Asnières à l'OM Vitrolles, Frédéric Perez de Créteil à Gagny, Pascal Jacques de Metz à l'OM Vitrolles ou encore Željko Anić de Vitrolles à Montpellier.
Côté étrangers, le Hongrois Attila Borsos et le Yougoslave Zlatko Saračević ont signé à Nîmes, les Yougoslaves Dejan Lukić et Zoran Calić à Vénissieux, les Roumains Ion Mocanu et Tudor Roșca à Paris-Asnières, le Soviétique Vadim Vassiliev à Ivry, les Yougoslaves Slobodan Kuzmanovski, Mirko Bašić et Mile Isaković à l'OM Vitrolles.
L'ensemble des transferts est :
- Girondins de Bordeaux HBC
  - Départs : Faucournier (US Saintes), Zlatko Saračević (USAM Nîmes 30), Boro Golić (entraîneur, USAM Nîmes 30), Vincent (Pau-Billère HB).
  - Arrivées : Thierry Vincent[4] (entraîneur, ?)
- US Créteil
  - Départs : Mile Isaković (OM Vitrolles), Hassen Bouaouli (OM Vitrolles), Frédéric Perez (USM Gagny), Desroses (UMS Pontault-Combault HB), Branislav Pokrajac (entraîneur, ?).
  - Arrivées : Christophe Mazel (Montpellier Handball), Ermin Velić (SLUC Nancy-COS Villers), Pepi Manaskov (Bitola, Yougoslavie), Bernard Boutellier (entraîneur).
- US Dunkerque
  - Départ : Mourad Boussebt (Algérie).
  - Arrivées : Cochennec (Lille Université Club), Christophe Néguédé (Lille Université Club), Arnaud Nita (Lille Université Club), Munteanu (O. Antibes Juan-les-Pins).
- USM Gagny
  - Départs : Chiffray (CSM Livry-Gargan), Nicolas Cochery (Paris-Asnières), Thierry Perreux (HB Vénissieux 85), Thierry Mayeur (JAD Villemomble), Sanogo (CSM Finances-Levallois), Nikola Grahovac (Villeurbanne HB).
  - Arrivées : Cepulis (Granitas Kaunas), Laisvydas Jankevičius (SC Magdebourg), Frédéric Perez (US Créteil), Frédéric Poiraud (CSM Livry-Gargan).
- US Ivry
  - Départs : Drulhe (Saint-Brice Val-d'Oise), Desbruères (Saint-Brice Val-d'Oise), Pinhas (?), Christophe Julitte (arrêt),
  - Arrivées : Vadim Vassiliev (Neva Leningrad), Jean-Luc Thiébaut (Stade Messin EC), Tomislav Križanović (Belfort), Jean-Luc Pagès.
- Mulhouse Sud Alsace
  - Départs : aucun.
  - Arrivées : Dalibor Valencić (GB, Yougoslavie), Dinko Vuleta (entraîneur, Yougoslavie).
- USAM Nîmes 30
  - Départs : aucun.
  - Arrivées : Zlatko Saračević (Girondins de Bordeaux HBC), Boro Golić (entraîneur, Girondins de Bordeaux HBC), Attila Borsos (Tatabánya KC, Hongrie), Avesque (C.O. Pont-Saint-Esprit), Andrej Golić (RK Borac Banja Luka).
- Paris-Asnières
  - Départs : Jackson Richardson (OM Vitrolles), Ricard (CSM Finances-Levallois), Júlíus Jónasson (Irun Bidassoa, Espagne).
  - Arrivées : Tudor Roșca (Lille Université Club), Ion Mocanu (Dinamo Bucarest), Nicolas Cochery (USM Gagny), Vladimir Garncarzyk (CJF Saint-Malo).
- SC Sélestat
  - Départs : Teyssier (Montpellier Handball), Guy Petitgirard (entraîneur, Montpellier Handball).
  - Arrivées : Boissonnet (CSM Livry-Gargan), Renato Sršen (HBC Villefranche-en-Beaujolais), Gérard Grave (entraîneur, IIlkirch).
- RC Strasbourg
  - Départs : Zoran Calić (HB Vénissieux 85), Carré (Villeurbanne HB), Siméon (ASL Robertsau).
  - Arrivées : Buisine (Lille Université Club), Douta Seck et Cheikh Seck (ASL Robertsau), Radu Voina (entraîneur, Roumanie).
- HB Vénissieux 85
  - Départs : Mirko Bašić (OM Vitrolles), Bachelet (AS Caluire), Guillet (Belley).
  - Arrivées : Dejan Lukić (Partizan Belgrade), Zoran Calić (RC Strasbourg), Thierry Perreux (USM Gagny), Christophe Perli (Villeurbanne HB).
- OM Vitrolles
  - Départs : Michel Cicut (arrêt), Archier (?), Abdelkrim Hamiche (arrêt), Željko Anić (Montpellier Handball), Belkhir (Montpellier Handball), Brunet (Istres Sports), Gianni (Istres Sports).
  - Arrivées : Mirko Bašić (HB Vénissieux 85), Pascal Jacques (Stade Messin EC), Hassen Bouaouli (US Créteil), Slobodan Kuzmanovski (TSV St. Otmar Saint-Gall, Suisse), Jackson Richardson (Paris-Asnières), Mile Isaković (US Créteil, dirigeant).

## Classement final
Le classement final est,, :
| \| \| Équipe \| Pts \| J \| G \| N \| P \| Bp \| Bc \| Diff \| Bon \| \| -- \| ------------------------- \| --- \| -- \| -- \| - \| - \| --- \| --- \| ---- \| --- \| \| 1 \| HB Vénissieux 85 C \| 50 \| 22 \| 19 \| 1 \| 2 \| 521 \| 409 \| +112 \| 11 \| \| 2 \| OM Vitrolles \| 45 \| 22 \| . \| . \| . \| 491 \| 404 \| +87 \| ? \| \| 3 \| US Créteil \| 36 \| 22 \| . \| . \| . \| 521 \| 482 \| +39 \| ? \| \| 4 \| USAM Nîmes 93 T \| 36 \| 22 \| . \| . \| . \| 000 \| 000 \| +28 \| ? \| \| 5 \| US Ivry \| 30 \| 22 \| . \| . \| . \| 000 \| 000 \| +16 \| ? \| \| 6 \| Paris-Asnières \| 28 \| 22 \| . \| . \| . \| 000 \| 000 \| +6 \| ? \| \| 7 \| USM Gagny \| 27 \| 22 \| . \| . \| . \| 000 \| 000 \| +19 \| ? \| \| 8 \| US Dunkerque P \| 19 \| 22 \| . \| . \| . \| 000 \| 000 \| -38 \| ? \| \| 9 \| Girondins de Bordeaux HBC \| 19 \| 22 \| . \| . \| . \| 000 \| 000 \| -45 \| ? \| \| 10 \| RC Strasbourg \| 14 \| 22 \| . \| . \| . \| 000 \| 000 \| -56 \| ? \| \| 11 \| Mulhouse Sud Alsace P \| 14 \| 22 \| . \| . \| . \| 000 \| 000 \| -72 \| ? \| \| 12 \| SC Sélestat \| 12 \| 22 \| . \| . \| . \| 000 \| 000 \| -96 \| ? \| | Légende - Champion de France 1991-1992 et qualifié pour la Coupe des clubs champions (C1) - Qualifié pour la Coupe des coupes (C2) - Qualifié pour la Coupe de l'IHF (C3) - Relégation en Nationale 1B - T : Tenant du titre - C : Vainqueur de la Coupe de France 1991-1992 - P : Promu de Nationale 1B en début de saison |     |    |    |   |   |     |     |      |     |
| | Équipe | Pts | J  | G  | N | P | Bp  | Bc  | Diff | Bon |
| 1 | HB Vénissieux 85 C | 50  | 22 | 19 | 1 | 2 | 521 | 409 | +112 | 11  |
| 2 | OM Vitrolles | 45  | 22 | .  | . | . | 491 | 404 | +87  | ?   |
| 3 | US Créteil | 36  | 22 | .  | . | . | 521 | 482 | +39  | ?   |
| 4 | USAM Nîmes 93 T | 36  | 22 | .  | . | . | 000 | 000 | +28  | ?   |
| 5 | US Ivry | 30  | 22 | .  | . | . | 000 | 000 | +16  | ?   |
| 6 | Paris-Asnières | 28  | 22 | .  | . | . | 000 | 000 | +6   | ?   |
| 7 | USM Gagny | 27  | 22 | .  | . | . | 000 | 000 | +19  | ?   |
| 8 | US Dunkerque P | 19  | 22 | .  | . | . | 000 | 000 | -38  | ?   |
| 9 | Girondins de Bordeaux HBC | 19  | 22 | .  | . | . | 000 | 000 | -45  | ?   |
| 10 | RC Strasbourg | 14  | 22 | .  | . | . | 000 | 000 | -56  | ?   |
| 11 | Mulhouse Sud Alsace P | 14  | 22 | .  | . | . | 000 | 000 | -72  | ?   |
| 12 | SC Sélestat | 12  | 22 | .  | . | . | 000 | 000 | -96  | ?   |

## Résultats des matchs

### Matchs allers
- 1re journée : Venissieux - Paris-Asnières 21-17
- 2e journée : Créteil - Venissieux 21-22
- 3e journée : OM Vitrolles - Créteil 23-14 ; Ivry - Nîmes 20-22 ; Venissieux - Sélestat 25-15 ; Dunkerque - Mulhouse 31-22 ; Strasbourg - Bordeaux 19-21 ; Paris-Asnières - Gagny 24-20
- 4e journée : Gagny - Venissieux 15-22
- 5e journée : Venissieux - Bordeaux 26-20
- 6e journée : Créteil - Strasbourg 28-19; Bordeaux - Ivry 21-20; Mulhouse - Venissieux 19-25 ; Sélestat - Nîmes ?-? ; Dunkerque - PSG-Asnières ?-? ; Gagny - OM-Vitrolles ?-?.
- 7e journée : Ivry - Mulhouse 27-24 ; Sélestat - Créteil 13-17 ; Vénissieux - Dunkerque 30-12.
- 8e journée : Strasbourg - Venissieux 21-26 ou 21-28; Créteil - PSG-Asnières 24-21 ; Gagny - Sélestat 22-16 ; Bordeaux - Nîmes 25-28 ; Mulhouse - OM-Vitrolles 19-22 ; Dunkerque - Ivry 17-22
- 9e journée : Ivry - Venissieux 20-23
- 10e journée : Ivry - Créteil 22-22, Vénissieux - OM Vitrolles 25-22; - Paris-Asnières - Nîmes 18-23; Strasbourg - Sélestat 20-18, Mulhouse - Bordeaux 27-25; Dunkerque - Gagny 23-27.
- 11e journée[8]
  - Girondins de Bordeaux et US Dunkerque : 27-27 (15-14).
    - Girondins de Bordeaux : Wiltberger (15, dont 9 pen.), Sénéchau (4), Sandré (4), Loos (2), Rios (2).
    - US Dunkerque : Debureau (8), D. Néguédé (5), Deheunynck (3), Cochennec (3), Nita (2), C. Néguédé (2), Doballah (2), Sgrazzutti (1), Histre (1).

  - USM Gagny et RC Strasbourg: 30-19 (13-7).
    - USM Gagny : Auxenfans (8), Houlet (6), Cepulis (4), Cailleaux (2), Boudrali (1), Caillard (1), Plantin (5), Maurice (3 dont 1 pen.).
    - RC Strasbourg : Hamm (3), Buisine (3), Bleger (1 pen.), Durban (2), C.Seck (3 dont 1 pen.), Martinis (2), D. Seck (1), Barreira (4 dont 1 pen.).

  - SC Selestat et Paris Asnieres: 26-25 (14-10).
    - SC Selestat : Winogrodzki (1), Srsen (4 dont 3 pen.), Faveeuw (3), Bertier (3), Loehrer (1), Schwartz (5), Brkljacic (6), Heinerich (3).
    - Paris Asnieres : Robic (1), Rosca (6, dont 2 pen.), Garncarzyk (1), Mocanu (7, dont 3 pen.), Certeaux (2), Guignard (2), Cochery (3), Cazal (1), Latchimy (2).

  - US Creteil et Mulhouse Sud Alsace : 37-28 (21-13).
    - US Creteil : Manaskov (15, dont 4 pen.), Schaaf (6), Tristant (5), Esparre (4), Mahé (3), Cordinier (3), Desroses (1).
    - Mulhouse : Bertrand (8), Brombacher (7), Jovicik (4 dont 1 pen.), Racon (3), Mankour (2), Krika (2 dont 1 pen.), Bovacida (1), Bigler (1).

  - OM-Vitrolles et US Ivry: 27-16 (11-8).
    - OM-Vitrolles : Jacques (5), Maurelli (1), Cochard (4), Gigleux (2, dont 1 pen.), Kuzmanowski (6, dont 1 pen.), E. Quintin (3), Y. Quintin (1), Bouaouli (4), Richardson (1).
    - US Ivry : Laurain (4), Graillot (2), Hager (4, dont 1 pen.), Labourdette (1), Smajlagic (5, dont 3 pen.).

  - Nîmes - Vénissieux 21-26[7] :

Classement à la fin des matchs allers
|    | Équipe                    | Pts | J  | G  | N | P | Bp  | Bc  | Diff |
| -- | ------------------------- | --- | -- | -- | - | - | --- | --- | ---- |
| 1  | HB Vénissieux 85          | 22  | 11 | 11 | 0 | 0 | 270 | 203 | 67   |
| 2  | OM Vitrolles              | 19  | 11 | 9  | 1 | 1 | 249 | 196 | 53   |
| 3  | USAM Nîmes 30 T           | 19  | 11 | 9  | 1 | 1 | 245 | 230 | 15   |
| 4  | US Créteil                | 14  | 11 | 6  | 2 | 3 | 266 | 249 | 17   |
| 5  | US Ivry                   | 13  | 11 | 6  | 1 | 4 | 248 | 231 | 17   |
| 6  | Girondins de Bordeaux HBC | 10  | 11 | 4  | 2 | 5 | 250 | 263 | -13  |
| 7  | USM Gagny 93              | 8   | 11 | 4  | 0 | 7 | 243 | 238 | 5    |
| 8  | Paris-Asnières            | 6   | 11 | 3  | 0 | 8 | 235 | 245 | -10  |
| 9  | Mulhouse Sud Alsace P     | 6   | 11 | 3  | 0 | 8 | 246 | 284 | -38  |
| 10 | SC Sélestat               | 6   | 11 | 3  | 0 | 8 | 208 | 249 | -41  |
| 11 | US Dunkerque P            | 5   | 11 | 2  | 1 | 8 | 232 | 266 | -34  |
| 12 | RC Strasbourg             | 4   | 11 | 2  | 0 | 9 | 218 | 256 | -38  |

### Matchs retours
- 12e journée : 
  - À Strasbourg : Ivry bat Strasbourg 23 à 19 (12-11). Spectateurs : 350 environ. Arbitres : MM. Serge et Daniel Tzipkine.
    - Strasbourg : Busine (2), M'Tima (1), Bléger (1), C. Seck (4 dont 1 pen.), Lhou Moha (2), Martinis (2), Douta Seck (5 dont 1 pen.), Barreira (2 dont 1 pen.).
    - Ivry: Wagner (3), Gaillot (1), Prandi (5), Persichetti (1), Smajlagić (7 dont 5 pen.), Vassiliev (6).

  - Autres résultats : Créteil-Gagny 24-25 ; Strasbourg-Ivry 19-23 ; Asnières-Vénissieux 18-15 ; Dunkerque - OM-Vitrolles 21-22 ; Bordeaux-Sélestat 29-18 ; Mulhouse-Nîmes 25-25.
  - Classement : 1. Vénissieux 23 ; 2. OM-Vitrolles 22 ; 3. Nîmes 21 ; 4. Ivry 16 ; 5. Créteil 15 ; 6. Bordeaux 13 ; 7. Gagny 10 ; 8. Asnières 8 ; 9. Mulhouse 7 ; 10. Sélestat 6 ; 11. Dunkerque 5 ; 12. Strasbourg 4.
- 13e journée :
  - Résultats : Vénissieux-Créteil 24-21 ; Ivry-Asnières 23-26 ; Gagny-Bordeaux 25-20 ; Sélestat-Mulhouse 21-19 ; Vitrolles-Strasbourg 28-21 ; Nîmes-Dunkerque 30-22.
- 14e journée : 
  - Résultats Créteil - OM-Vitrolles 20-20 ; Nîmes - Ivry 26-14 ; Sélestat - Vénissieux 16-21 ; Mulhouse - Dunkerque 21-26 ; Bordeaux - Strasbourg 23-23 ; Gagny - Asnières 19-22.
  - Classement : 1. Vénissieux 29 points ; 2. OM-Vitrolles 27 ; 3. Nîmes 27 ; 4. Ivry 17 ; 5. Créteil 16 ; 6. Bordeaux 15 ; 7. Gagny 13 ; 8. Asnières 13 ; 9. Dunkerque 8 ; 10. Mulhouse 8 ; 11. Sélestat 8 ; 12. Strasbourg 5.
- 15e journée :
- Résultats : Vénissieux - Gagny 17-15 ; Dunkerque - Créteil 19-19 ; OM-Vitrolles - Nîmes 26-15 ; Asnières - Bordeaux 21-22 ; Strasbourg - Mulhouse 24-21 ; Ivry - Sélestat 27-14.
- Classement : 1. Vénissieux 32 points ; 2. OM-Vitrolles 30 ; 3. Nîmes 27 ; 4. Ivry 20 ; 5. Créteil 18 ; 6. Bordeaux 18 ; 7. Gagny 13 ; 8. Paris-Asnières 13 ; 9. Dunkerque 9 ; 10. Strasbourg 8 ; 11. Mulhouse 8 ; 12. Sélestat 8.
- 16e journée : 
  - Créteil et Nîmes 23 à 23 (10-11), Spectateurs : 500, Arbitres : MM. Lux et Lelarge
    - Créteil : Manaskov (12 dont 3 pen.), Schaaf (5), Esparre (2), Poinsot (2), Tristant (1), Cordinier (1).
    - Nîmes : Volle (6 dont 1 pen.), Echivard (4), Saračević (4), Gardent (3), Portes (2), Courbier (2), Borsos (2).

  - Gagny bat Ivry 26 à 23 (13-12), Spectateurs : 700, Arbitres : MM. Carle et Lelarge
    - Gagny : Houlet (7), Auxenfans (6 dont 2 pen), Plantin (5), Cailleaux (3), Caillard (2), N'Doumbé (2), Cepulis (1).
    - Ivry : Smajlagić (7 dont 2 pen), Vassiliev (6), Graillot (5), Hager (3), Križanović (2).

  - Autres matchs : Dunkerque - Strasbourg 20-16 ; Sélestat - OM-Vitrolles 15-26 ; Mulhouse - Paris-Asnières 21-22 ; Bordeaux - Vénissieux 21-30.
  - Classement : 1. Vénissieux 35 points ; 2. OM-Vitrolles 33 ; 3. Nîmes 29 ; 4. Ivry 21 ; 5. Créteil 19 ; 6. Bordeaux 18 ; 7. Paris-Asnières 16 ; 8. Gagny 15 ; 9. Dunkerque 11 ; 10. Strasbourg 9 ; 11. Mulhouse 8 ; 12. Sélestat 8.
- 17e journée : Vénissieux - Mulhouse 33 - 22
- 18e journée : 
  - Résultats : Dunkerque - Vénissieux 21 - 21 ; Strasbourg - Paris-Asnières 22 - 22 ; Gagny - Nîmes 31 - 20 ; Bordeaux - OM-Vitrolles 20 - 21 ; Mulhouse - Ivry 20 - 19 ; Créteil - Sélestat 20 - 19.
  - Classement (hors bonus) : 1. Vénissieux 39 pts ; 2. OM-Vitrolles 37 ; 3. Nîmes 30 ; 4. Créteil 25 ; 5. Ivry 24 ; 6. Gagny, Paris-Asnières 19 ; 8. Bordeaux 18 ; 9. Dunkerque 13 ; 10. Mulhouse 10 ; 11. Strasbourg, Sélestat 9.
- 19e journée : Vénissieux-Strasbourg 28-19 ; Paris Asnières-Créteil ; Sélestat-Gagny ; OM-Vitrolles-Mulhouse ; Ivry-Dunkerque.
- 20e journée
  - Résultats : Vénissieux-Ivry 27-17 ; Asnières-Vitrolles 23-22 ; Dunkerque-Sélestat 22-18 ; Bordeaux-Créteil 23-33 ; Mulhouse-Gagny 22-21 ; Strasbourg-Nîmes 21-19.
  - Classement : 1. Vénissieux 46 pts ; 2. Vitrolles 42 ; 3. Nîmes 35 ; 4. Créteil 30 ; 5. Ivry 28 ; 6. Gagny, Asnières 23 ; 8. Bordeaux 18 ; 9. Dunkerque 16 ; 10. Strasbourg, Mulhouse 12 ; 12. Sélestat 9.

- 21e journée :
  - Créteil bat Ivry 29 à 21 (15-7). Arbitres : MM. Carle et Lelarge ; spectateurs : 1400.
    - Créteil : Manaskov (10 dont 3 penalties), Esparre (4), (Schaaf (4), Cordinier (3), Mahé (3), Tristant (2), Remili (2), Desroses (1).
    - Ivry : Laurain (7), Wagner (4), Hager (3), Smajlajic (3 dont 2 penalties), Joas (2 penalties), Graillot (1), Vassiliev (1).

  - Autres résultats : OM-Vitrolles - Vénissieux 15-13 ; Nîmes - Paris-Asnières 20-22 ; Sélestat-Strasbourg 18-16 ; Bordeaux-Mulhouse 28-28 ; Gagny-Dunkerque 24-21 ; Créteil-Ivry 29-21.
  - Classement : 1. Vénissieux 47 (+ 111); 2. OM-Vitrolles 44 (+ 94); 3. Nîmes 36 (+ 25); 4. Créteil 33 (+ 34); 5. Ivry 28 (+ 14); 6. Gagny 26 (+ 23); 7. Paris-Asnières 25 (+ 1); 8. Bordeaux 19 (- 44); 9. Dunkerque 16 (- 39); 10. Mulhouse 14 (- 67); 11. Strasbourg 12 (- 59); 12. Sélestat 12 (- 93).
- 22e et dernière journée :
  - Ivry bat OM Vitrolles 23-16 (9-9), spectateurs : 700, Arbitres : MM. Baro et Boyer.
    - Ivry : Joas (7 dont 4 pen.), Vassiliev (4), Križanović (4 dont 1 pen.), Graillot (3), Laurain (2), Smajlagić (2), Persichetti (1).
    - OM Vitrolles : Cochard (5 dont 2 pen.), Kuzmanovski (5 dont 2 pen.), É. Quintin (2), Maurelli (1 pen.), Lobanoff (1), Carle (1), Richardson (1 pen.).

  - Mulhouse - Créteil 20 - 25 (11-11), spectateurs : 600, arbitres : MM. Carle et Lelarge.
    - Mulhouse : Bertrand (7), D. Idir (3 dont 2 pen.), Brombacher (3), Jovicic (4 dont 1 pen.), Collonge (3).
    - Créteil : Mahé (3), Schaaf (3), Esparre (1), Cordinier (1), Remili (1), Tristant (4), Mazel (2), Manaskov (9 dont 4 pen.), Desroses (1).

  - Autres résultats : Vénissieux - Nîmes 23 - 21 ; Dunkerque - Bordeaux 23 - 22 ; Strasbourg - Gagny 20 - 16 ; Paris-Asnières - Sélestat 19 - 16.

On peut noter que cette dernière journée s'est avérée décisive à plus d'un titre :
- la victoire de Vénissieux face au tenant du titre Nîmois leur assure le titre de champion qui aurait pu leur échapper en cas de défaite d'au moins 6 buts puis de victoire le lendemain de l'OM Vitrolles à Ivry d'au moins 9 buts[10]. En fait, ce titre s'est en grande partie joué lors de la journée précédente : l'OM Vitrolles ne s'est imposé que de deux buts (15-13) alors que Vénissieux avait remporté le match aller de trois longueurs (25-22) et profite ainsi du point bonus ;
- à l'inverse, cette défaite de Nîmes profite à Créteil qui récupère la troisième et dernière place qualificative en coupe d'Europe (Coupe de l'IHF)[11] ;
- en bas du classement, la victoire de Strasbourg face à Gagny permet aux Alsaciens de se maintenir aux dépens de deux autres clubs alsaciens, Mulhouse et Sélestat, ce dernier ayant pu se maintenir s'il était parvenu à s'imposer à Paris.

## Effectif du champion
L'effectif du HB Vénissieux 85, champion de France 1991-1992 était :
- Gardiens de but (3) : Dejan Lukić, Yann Demeyer, Luc Soubeyrat,
- Joueurs de champs (14) : Gaël Monthurel (103 buts), Denis Lathoud (80), Zoran Calić (75), Laurent Munier (54), Stéphane Moualek (45), Thierry Perreux (38), Philippe Julia (29), Patrick Lepetit (27), Christophe Perli (21), Guéric Kervadec (18), Slimane Ouerghemmi (12), Éric Amalou (11), Pascal Champenoy (8) , Armel Merlaud (0).
- entraîneurs : Sead Hasanefendić, Gérald de Haro (adjoint).

## Meilleurs buteurs
Les meilleurs buteurs du championnat sont :
|    | Joueur               | Club                      | Buts |
| -- | -------------------- | ------------------------- | ---- |
| 1  | Marc Wiltberger      | Girondins de Bordeaux HBC | 185  |
| 2  | Pepi Manaskov        | US Créteil                | 171  |
| 3  | Irfan Smajlagić      | US Ivry                   | 145  |
| 4  | Borko Jovičić        | Mulhouse SA               | 133  |
| 5  | Slobodan Kuzmanovski | OM Vitrolles              | 129  |
| 6  | Jean-Michel Bertrand | Mulhouse SA               | 124  |
| 7  | Zlatko Saračević     | USAM Nîmes 93             | 120  |
| 8  | Jean-Louis Auxenfans | USM Gagny                 | 115  |
| 9  | Gaël Monthurel       | HB Vénissieux 85          | 103  |
| 10 | Ion Mocanu           | Paris-Asnières            | 96   |